# Johann Frischherz

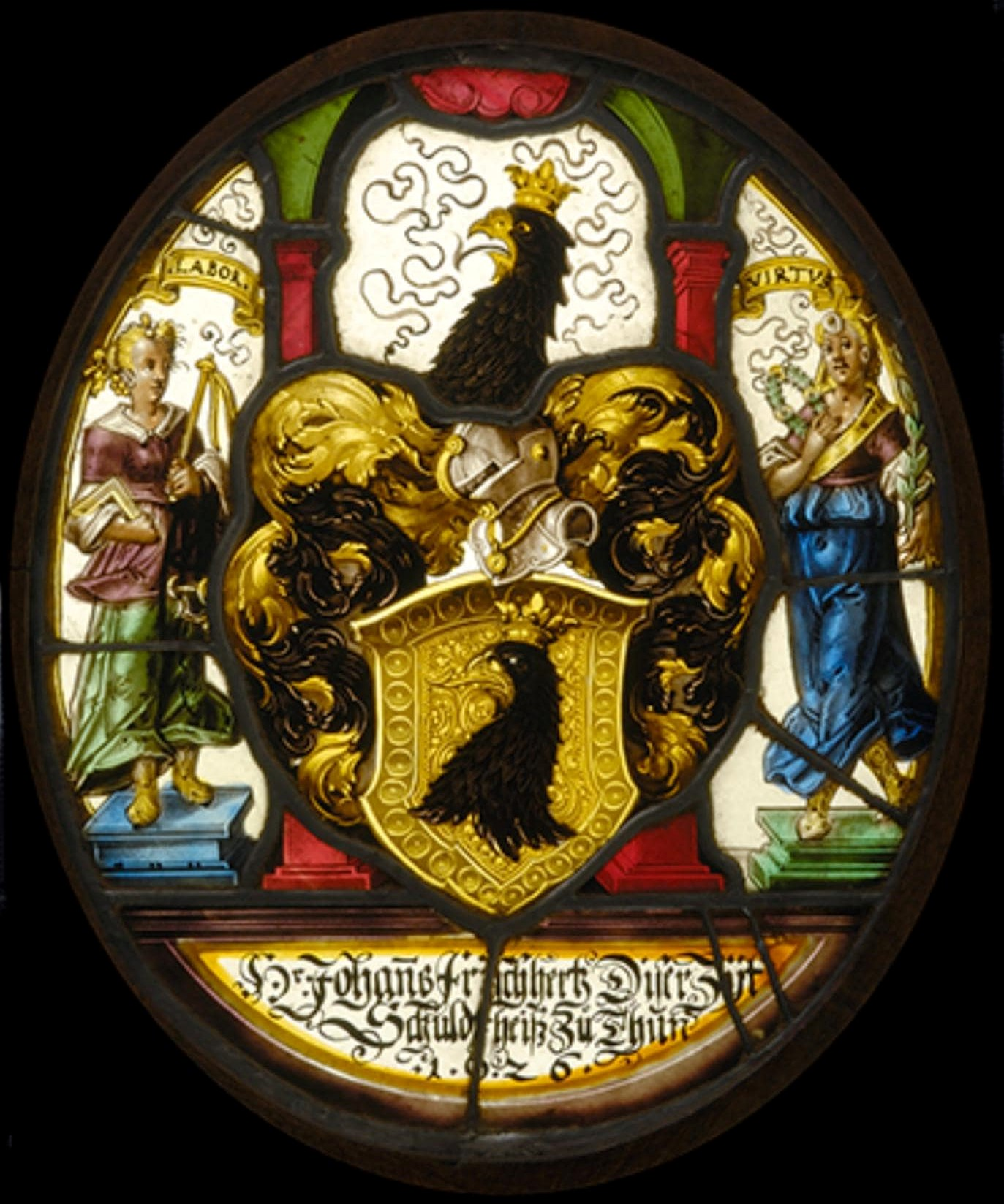
Kabinettscheibe Johann Frischherz, Schultheiss zu Thun, als Schildhalterinnen dienen Personifikationen der Arbeit und der Tugend, bezeichnet durch die Banderolen LABOR und VIRTVS, Abraham Sybold zugeschrieben (1626)

Johann Frischherz (* 16. April 1587 in Bern; † 5. März 1640 ebenda) war ein bernischer Politiker und Offizier. Nach dem Vorwurf untreuen Umgangs mit dem städtischen Vermögen, später zusätzlich wegen Majestätsbeleidigung, wurde Frischherz durch den Grossen Rat der Stadt Bern am 5. März 1640 zum Tod verurteilt.

## Leben
Johann Frischherz kam als Sohn seines gleichnamigen Vaters und der Veronika Sulzer in Bern zur Welt. Sein Urgrossvater David Frischherz († 1574) stammte aus Zürich, war Fechtmeister und wurde 1532 ins bernische Burgerrecht aufgenommen. Innert wenigen Generationen gelang der Familie der soziale Aufstieg in den Kreis der regierenden Geschlechter. Johann Frischherz wurde 1608 Notar, 1612 heiratete er in erster Ehe Elisabeth Dittlinger, in den Jahren 1613 bis 1617 war er Landschreiber zu Fraubrunnen. Frischherz war Angehöriger der Gesellschaft zu Schmieden und gelangte 1614 in den Grossen Rat. 1615 heiratete er in zweiter Ehe Dorothea Zeender. Von 1618 bis 1620 war er Gerichtschreiber, anschliessend wurde ihm das Amt des Schultheissen zu Thun übertragen. Frischherz war in den folgenden Jahren häufig bernischer Gesandter (60 Missionen) und zählte zu den wichtigsten Vertretern der Stadt Bern. An Ostern 1628 wurde er in den Kleinen Rat gewählt, 1629 wurde er Venner zu Schmieden. Im Kleinen Rat war er Obervogt des Inselspitals, Obervogt des Stifts und von 1636 bis 1639 Münzwardein (Aufseher über die Münzstätte). 1636 wurde er mit grosser Mehrheit zum Deutschseckelmeister gewählt. Militärisch diente er ab 1626 als Stadtfähnrich, 1628 als Hauptmann des Fähnleins vom Obersimmental und von 1630 bis 1637 als Oberst des Regiments Oberland. Frischherz gehörte dem 1633 auf Antrag Johann Ludwig von Erlachs gebildeten Geheimen Kriegsrat an.
Johann Frischherz besass nach einer 1640 erfolgten Schatzung ein Vermögen von 121'905 Pfund (ohne Silber und Hausrat) und gehörte damit zu den vermögendsten Bernern.

## Prozess

### Verfehlungen
Als Schultheiss von Thun wurde er 1627 aufgrund einer Unachtsamkeit in der Amtsführung durch den Grossen Rat zu einer Busse von 500 Pfund verurteilt, ohne weitere Folgen. Während seiner Amtszeit als Deutschseckelmeister wurden fünf Halbjahresrechnungen durch die prüfenden Venner passiert, allerdings aktenkundig nur oberflächlich. In der sechsten Halbjahresrechnung kam es aufgrund einer Tuchlieferung (Amtstücher) durch Moritz Schnell an den Staat zu Unregelmässigkeiten, indem Schnell den Seckelmeister des Vertragsbruchs bezichtigte. Der Rat musste den Seckelmeister zudem aufgrund ausstehender Lohnzahlungen und Zahlungen an Bedürftige in Deutschland ermahnen. Darüber hinaus wurde festgestellt, dass sich das Archiv der Vennerkammer in desolatem Zustand befinde. Im Januar 1639 ging Johann Frischherz im Rat in zwei Geschäften in Opposition. Am 7. Juli 1639 sollte die sechste Halbjahresrechnung durch den Grossen Rat genehmigt werden. Dabei wurden drei mangelhafte Punkte angeführt. Der Grosse Rat beschloss, die Rechnung solle Frischherz zur Ergänzung zurückgegeben werden, als Frist wurden acht Tage gesetzt. Am 14. Juli legte Frischherz die Rechnung unverändert zur Genehmigung vor, mit dem Hinweis, er habe ebenso gut Rechnung gelegt wie seine Vorgänger vor ihm.

### Untersuchung
Ein Ausschuss unter der Leitung des Schultheissen Niklaus Dachselhofer, drei weiteren Mitgliedern des Kleinen und vier Mitgliedern des Grossen Rats wurde beauftragt, Frischherz’ Rechnungslegung zu untersuchen. Der Ausschuss fand rund 30 Unregelmässigkeiten, was bei Frischherz persönliche Angriffe auf einzelne Mitglieder der Kommission zur Folge hatte. Er sah sich durch den Ausschuss und den Kleinen Rat ungerecht behandelt. Zum einen verneinte er jegliche Unredlichkeiten, gab Fehler nur aufgrund von zu hoher Arbeitslast zu, bot finanziellen Ersatz an, beschuldigte aber hauptsächlich seine Mitarbeiter, die Seckelschreiber und Weitere. Der Ausschuss brachte seine Untersuchungsergebnisse am 18. August vor. Es wurde erkannt, Frischherz solle sich in «Worten und Werken» behutsam verhalten, wurde unter Hausarrest gestellt und verpflichtet, den Vennern sämtliche amtlichen Dokumente zu übergeben.

### Flucht
Nachdem Frischherz sich nicht vor dem Grossen Rat hatte verteidigen können, floh er im August 1639 zunächst über Fraubrunnen und Gottstatt nach Biel. Die Flucht nach Biel wurde Frischherz als Eingeständnis seiner Verfehlungen ausgelegt.
Samuel Schmalz (1609–1688), damals Mitglied des Grossen Rats, traf Frischherz in Biel zufällig und zeigte diesen am 9. September 1639 aufgrund von Schmachreden gegen Angehörige der Obrigkeit in Bern an. Schmalz berichtet, Frischherz habe geäussert, «die Herren Venner [seien] faulere Schelmen als Er, wisse aber gar wohl, dass ihm aller dieser Neid nur von etlichen Grossen Herrn, die er wegen der französischen Aufbrüche erzürnt, entstanden […]». Bern forderte Frischherz mit einem Schreiben an dessen Schwiegersohn Daniel Keller auf, in Bern zu einer Einvernahme zu erscheinen. In seiner Antwort an den Rat bat Frischherz um Mitteilung der Anklagepunkte, Bedenkzeit, sicheres Geleit und verwies auf seinen schlechten körperlichen Zustand. Der Grosse Rat schlug das sichere Geleit aus und zitierte ihn, mündlich oder schriftlich Auskunft zu geben. Ein Verteidigungsschreiben seitens des Angeklagten hatte wenig Wirkung, denn am 17. September befand der Grosse Rat, Frischherz sei mit der Verwaltung des Stadtguts untreu und mit Gefährden umgegangen. Der Grosse Rat entzog ihm sämtliche Ämter, verstiess ihn aus dem Rat, befahl, den Schaden mit seinem «Leib und Gut» zu ersetzen, er habe durch seine Flucht «Stadt und Land» verwirkt. Der Bieler Rat ging davon aus, Frischherz nicht länger schützen zu können, und riet ihm, nach Basel zu reisen.

### Verhaftung und Verurteilung
Auf der Weiterreise von Basel nach Zürich wurde er in Rheinfelden ohne Aufforderung seitens der bernischen Behörden durch Generalmajor Johann Ludwig von Erlach verhaftet. Frischherz wurde in Bern in Ketten gelegt und in der sogenannten Herrenstube im Inselspital unter strenger Bewachung verwahrt. Eine erneute Untersuchung hatte nun ein bei Frischherz’ Verhaftung gefundenes Dokument zum Inhalt, in welchem er Standespersonen des Meineids bezichtigte und als tyrannisch, lügenhaft, leichtfertig und unbeständig bezeichnete. Die Aufzeichnungen wurden als Majestätsbeleidigung erkannt, die Untersuchungskommission wurde ersucht, sich nun ausschliesslich dem Vergehen durch das gefundene Schriftstück zuzuwenden. Frischherz behauptete, das Dokument habe nur persönliche Notizen enthalten, er habe nie beabsichtigt, dieses zu veröffentlichen und, beteuerte beharrlich seine Unschuld. Der Münsterpfarrer Markus Rütimeyer (1580–1647) und ein Pfarrer Gering hatten vom Rat den Auftrag, Frischherz unter Androhung der Folter zu einem Geständnis zu bewegen, was erfolglos blieb. Nach mehreren Verhandlungstagen liess der Schultheiss Franz Ludwig von Erlach aufgrund einer Umfrage im Grossen Rat den Richterstuhl öffnen und setzte die letzte Verhandlung auf den 5. März 1640 an. Frischherz und seine Familie verfassten je ein Begnadigungsgesuch an den Schultheissen. Laut verschiedenen Quellen soll im Grossen Rat eine Mehrheit von wenigen Stimmen Frischherz für schuldig befunden haben. Der Grosse Rat fällte folgendes Urteil:

«Uf söliche seine, des gesagten Frischherzen, wider sein natürliche Oberkeit uf Papir gebrachte Lesterungen, untrüw Verwaltung seines ime anvertruwten Sekelmeister-Ambts und dahar begangner hocher und schwerer Mißhandlungen, haben hochdacht mein gnedig Herren und Oberen, Herr Schultheis, Räth und Burger diser freyen und löplichen Statt Bern, uf iren Eyd zu Recht erkendt und gesprochen, daz man ine dem Nachrichter bevelchen, der ime, Anderen zu einem Exempel, alhie uf dem Platz vor dem Rathhus, mit dem Schwärdt das Haupt abschlachen, und also mit demselbigen, nach dem keyserlichen Rechten vom Leben zum Tod hinrichten solle.»

Das Urteil wurde gleichentags vor dem Hof der Münzstätte neben dem Rathaus durch Enthauptung vollzogen. Der durch entgangene Einnahmen, widerrechtliche Annahme von Geschenken und Kursbetrug entstandene Schaden betrug 71'105 Pfund und wurde aus seinem konfiszierten Vermögen gedeckt. Das verbleibende Vermögen wurde der Witwe und seinen Kindern übergeben.

## Forschungsstand
Der Theologe und Historiker Bernhard Rudolf Fetscherin (1796–1855) folgerte in seiner 1849 erschienenen Veröffentlichung zu Frischherz, dieser sei von seinen politischen Gegenspielern aus den Reihen der einflussreichen Ratsgeschlechter ganz gezielt angefeindet worden. Fetscherin weist hierbei insbesondere auf Motive Johann Rudolf von Erlachs hin. Erlach beschrieb Frischherz als «einer plebejischen Familie entsprossen, hasste das Patriciat und war den Wahlen solcher Familien in den Grossen und Kleinen Rath entgegen». Den zeitgenössischen Historikern – hauptsächlich Johann Anton von Tillier – wirft Fetscherin vor, bezüglich des Falls Frischherz die Quellen nicht konsultiert und damit ein voreiliges Urteil gefällt zu haben. Moritz von Stürler wies in seinem 1881 erschienenen Aufsatz Kriminalprozeß des Teutsch-Sekelmeisters Hans Frischherz, enthauptet in Bern vor dem Rathhause am 5. März 1640 darauf hin, dass Fetscherin die im Staatsarchiv befindlichen obrigkeitlichen Prozessakten, die Spruchbücher und Instruktionenbücher, die Manuale der Vennerkammer und hauptsächlich das Thurmbuch (Gerichtsprotokolle) nicht untersucht hatte. Stürler präzisierte in seinem Aufsatz den gesamten Prozess und edierte auf mehr als 150 Seiten sämtliche, ihm zur Verfügung gestandenen Aktenstücke. Im 1954 erschienenen, zweiten Band seiner Geschichte Berns widmete Richard Feller dem Frischherz-Prozess vier Seiten, allerdings ohne Angabe von Quellen oder Einzelnachweisen. Neuere Untersuchungen zu Johann Frischherz gibt es nicht.